# 密歇根大學圖書館
密歇根大學圖書館（英語：University of Michigan Library）是密歇根大學的大學圖書館系統，位於美國密歇根州的安娜堡。
密歇根大學圖書館是美國第三大研究型圖書館。截至2017-18年，大學圖書館藏書超過14,217,179冊，而所有校園圖書館系統的總藏書超過15,669,216冊。圖書館還持有221,979份連續出版物，每年訪問量超過4,239,355次。
大學圖書館（英語：University Library）成立於1838年，是密歇根大學的主要圖書館，共有12座建築，擁有20多個圖書館，其中最重要的是夏皮羅本科圖書館、海切爾研究生圖書館、特別收藏圖書館和陶布曼健康科學圖書館。但是，有幾個密歇根大學圖書館獨立於大學圖書館：本特利歷史圖書館、威廉·L·克萊門茨圖書館、杰拉德·R·福特圖書館、羅斯商學院的克雷斯奇工商管理圖書館和法學院的法律圖書館。大學圖書館也與密歇根大學迪爾伯恩分校（Mardigian圖書館）和密歇根大學弗林特分校（弗朗西斯·威爾遜·湯普森圖書館和杰納西曆史收藏中心）的圖書館分開管理。
UM是JSTOR數據庫的原始創建者，該數據庫包含來自1990年之前的10種歷史和經濟期刊的整個過往檔案的約750,000頁數字化頁面。2004年12月，密歇根大學宣布了與谷歌合作的圖書數字化計劃（稱為密歇根數字化項目），該計劃具有革命性和爭議性。谷歌掃描的書籍包含在由主要研究機構合作創建的數字圖書館 HathiTrust 中。截至2014年3月，以下館藏已數字化：藝術、建築和工程圖書館；本特利歷史圖書館； Buhr遠程貨架設施；牙科圖書館（部分）；美術圖書館（大部分）；海切爾研究生圖書館（大部分）；植物標本館； Kresge 工商管理圖書館；法律圖書館（部分）；博物館圖書館；音樂庫（大部分）；夏皮羅科學圖書館（大部分）；夏皮羅本科圖書館（大部分）；社會工作圖書館；特藏圖書館（部分）；陶布曼健康科學圖書館（大部分）。
為應對有限的公共資金和不斷上漲的印刷材料成本，圖書館發起了重要的新項目，利用數字技術為傳統印刷出版物提供具有成本效益的永久性替代品。大學圖書館本身也是一個教育機構，為學生、教師和研究人員提供全方位的課程、資源、支持和培訓。大學圖書館館長兼圖書館館長是James Hilton，其任期於2013年9月1日開始。